# Zuzana Kučová
Zuzana Kučová (Bratislava, 26 juni 1982) is een tennisspeelster uit Slowakije. Zij begon op zesjarige leeftijd met tennis. Haar favoriete ondergrond is gravel. In 1999 speelde zij in Italië haar eerste ITF-toernooi. In het enkelspel won zij acht ITF-titels. Samen met haar zus Kristína Kučová won zij tweemaal een ITF-dubbelspeltoernooi.
Haar beste resultaat op de grandslamtoernooien is het bereiken van de tweede ronde, op Roland Garros 2013 waar zij Julia Görges in de openingsronde versloeg – dit is tevens haar laatste deelname aan het internationale tenniscircuit. Haar hoogste notering op de WTA-ranglijst is de 101e plaats, die zij bereikte in juni 2010.

## Posities op deWTA-ranglijst
Positie per einde seizoen:
| jaar | rang enkelspel | rang dubbelspel |
| ---- | -------------- | --------------- |
| 1999 | 497            | 436             |
| 2000 | 452            | 485             |
| 2001 | 270            | 435             |
| 2002 | 218            | 793             |
| 2003 | 208            | 512             |
| 2004 | 227            | 345             |
| 2005 | 285            | 290             |
| 2006 | 277            | 270             |
| 2007 | 331            | 399             |
| 2008 | 192            | 443             |
| 2009 | 143            | 189             |
| 2010 | 122            | 639             |
| 2011 | 182            | –               |

## Resultaten grandslamtoernooien
| Legenda | Legenda                          |
| ------- | -------------------------------- |
| g.t.    | geen toernooi gehouden           |
| l.c.    | lagere categorie                 |
| –       | niet deelgenomen                 |
| G       | uitgeschakeld in de groepsfase   |
| 1R      | uitgeschakeld in de eerste ronde |
| 2R      | uitgeschakeld in de tweede ronde |
| 3R      | uitgeschakeld in de derde ronde  |
| 4R      | uitgeschakeld in de vierde ronde |
| KF      | uitgeschakeld in de kwartfinale  |
| HF      | uitgeschakeld in de halve finale |
| F       | de finale verloren               |
| W       | het toernooi gewonnen            |
| w-v     | winst/verlies-balans             |

### Enkelspel
| Australian Open | –  | 1R | –  |
| Roland Garros   | 1R | –  | 2R |
| Wimbledon       | –  | 1R | –  |
| US Open         | –  | 1R | –  |